# Давыдова, Анастасия Семёновна
Анастаси́я Семёновна Давы́дова (род. 2 февраля 1983, Москва) — российская синхронистка, тренер и спортивный функционер, семикратная чемпионка Европы, тринадцатикратная чемпионка мира, пятикратная чемпионка Олимпийских игр. Заслуженный мастер спорта России. Заслуженный тренер России (2020). Вице-президент (2013—2014) и генеральный секретарь (2014—2022) Олимпийского комитета России. 

## Биография
Спортивную карьеру начинала в художественной гимнастике, но по настоянию матери стала посещать занятия по синхронному плаванию. На чемпионате Европы в Хельсинки в 2000 году завоевала высшую награду в групповых упражнениях.
В соревнованиях дуэтов выступала с Анастасией Ермаковой. В 2004 году на Олимпийских играх в Афинах завоевала две золотые награды, в 2008 году на пекинской Олимпиаде добилась аналогичного результата.
В 2010 году Международной федерацией водных видов спорта была признана лучшей синхронисткой десятилетия (2000—2009).
В 2011 году на мировом первенстве по водным видам спорта в Шанхае завоевала три высшие награды.
После Олимпийские игр 2012 года в Лондоне стала единственной в истории пятикратной олимпийской чемпионкой в синхронном плавании. На церемонии закрытия Олимпийских игр ей было доверено нести флаг России.
Завершила спортивную карьеру в 2012 году.
В 2013—2014 годах занимала пост вице-президента Олимпийского комитета России (ОКР), в мае 2014 года была избрана его генеральным секретарём.
В 2016 году основала и возглавила спортивный комплекс «Олимпийский центр синхронного плавания Анастасии Давыдовой», расположенный на Автозаводской улице в Москве.
В 2017 году включена в Зал славы мирового плавания.
В сентябре 2022 года стало известно об отъезде Анастасии Давыдовой в Дубай (ОАЭ) и отсутствии у неё планов вернуться в Россию. В декабре того же года она была освобождена от должности генерального секретаря ОКР.

## Образование
Окончила Московский институт экономики, менеджмента и права и Российский государственный университет физической культуры, спорта, молодёжи и туризма (2013).

## Награды
- Орден «За заслуги перед Отечеством» IV степени (13 августа 2012 года) — за большой вклад в развитие физической культуры и спорта, высокие спортивные достижения на Играх XXX Олимпиады 2012 года в городе Лондоне (Великобритания)[6]
- Орден Почёта (2 августа 2009 года) — за большой вклад в развитие физической культуры и спорта, высокие спортивные достижения на Играх XXIX Олимпиады 2008 года в Пекине[7]
- Орден Дружбы (4 ноября 2005 года) — за большой вклад в развитие физической культуры и спорта, высокие спортивные достижения на Играх XXVIII Олимпиады 2004 года в Афинах[8]
- Почётная грамота Президента Российской Федерации (1 сентября 2014 года)